# سعيد الملا
سعيد الملا (30 مارس 1976 -)، ممثل كويتي اشتهر بأداء الشخصيات النسائية الكوميدية، ولد وعاش طفولته في مصر ما جعله يتقن اللهجة المصرية لا سيما أن والدته مصرية.

## الحياة المُبكّرة والتعليم
ولد لأب كويتي وأم مصرية وعاش ببداية حياته في مصر قبل أن يعود للكويت حيث أن والداه منفصلان، خريج المعهد العالي للفنون المسرحية دفعة 2001.

## المسيرة المهنية
كانت البدايات الفنية له في المسرح حيث شارك في الجزء الثاني من مسرحية البيت المسكون كما شارك سينيمائيا في فيلم الأخطبوط عام 2004 و شارك في العديد من الأعمال الفنية، ومن أشهر الأعمال التي قدمها الأرجوحة ،مصاصين الدماء ،ينانوة جليعة 2. ،واشتهر سعيد الملا بتمثيله الأدوار النسائية.

## قائمة أعماله

### في التليفزيون
- الاخطبوط (2004)
- فضفضة (2006)
- فلاشات فنون (2006)
- الوداع (2012)
- جلثم وميثة (2013)
- الدعلة (2016)

### في المسرح
- البيت المسكون الجزء الثاني (2001)
- سوق شرق (2001)
- عودة فرعون (2004)
- حفرة أنبيش (2005)
- أشباح أم علي (2007)
- من حبنا لها (2008)
- واتساب (2012)
- صرخة الأشباح (2015)
- زومبي (2015)
- ينانوة الجليعة (2015)
- البيت المسكون الجز الثالث (2016)
- جنوب أفريقيا (2017)
- الأرجوحة (2018)
- ينانوة الجليعة الجزء الثاني (2018)
- مصاصين الدماء (2018)
- سحيلة أم الخلاجين (2019)

### الأفلام
- جسوم أي شي (2005)
- دقائق فيلم قصير (2012)